# Mauritius Davis Cup-lag
Mauritius Davis Cup-lag styrs av Mauritius tennisförbund och representerar Mauritius i tennisturneringen Davis Cup. Mauritius debuterade i sammanhanget år 2000 och har bland annat slutat femma i Europa-Afrikazonens Grupp III 2001.